# North Windham (Maine)
North Windham es un lugar designado por el censo ubicado en el condado de Cumberland en el estado estadounidense de Maine. En el Censo de 2010 tenía una población de 4.904 habitantes y una densidad poblacional de 280,55 personas por km².

## Geografía
North Windham se encuentra ubicado en las coordenadas 43°49′35″N 70°25′53″O / 43.82639, -70.43139. Según la Oficina del Censo de los Estados Unidos, North Windham tiene una superficie total de 17.48 km², de la cual 16.92 km² corresponden a tierra firme y (3.22%) 0.56 km² es agua.

## Demografía
Según el censo de 2010, había 4.904 personas residiendo en North Windham. La densidad de población era de 280,55 hab./km². De los 4.904 habitantes, North Windham estaba compuesto por el 95.9% blancos, el 1.14% eran afroamericanos, el 0.29% eran amerindios, el 0.73% eran asiáticos, el 0.02% eran isleños del Pacífico, el 0.29% eran de otras razas y el 1.63% pertenecían a dos o más razas. Del total de la población el 1.22% eran hispanos o latinos de cualquier raza.